# Andrej Andrejevič Zolotov
Andrej Andrejevič Zolotov (rusky Андрей Андреевич Золотов; * 13. prosince 1937 Moskva) je ruský historik umění, umělecký kritik, muzikolog, scenárista a pedagog.

## Život
Studoval na hudební škole V. V. Stasova, kterou ukončil v roce 1955. V letech 1955 až 1960 let studoval na fakultě žurnalistiky Moskevské státní univerzity. V letech 1960 až 1980 byl zpravodajem oddělení literatury a umění novin Komsomolskaja pravda a Izvestija, vedoucím uměleckého oddělení v časopise RT, první komentátor umění zpravodajského pořadu Čas Ústřední televize, zakladatel a šéfredaktor studia filmů o umění kreativního sdružení Ekran Státního televizního a rozhlasového vysílání SSSR a politický komentátor tiskové agentury pro kulturní otázky. V období 1990 až 1992 let byl náměstkem ministra kultury SSSR. Od roku 1994 je poradcem šéfredaktora agentury RIA Novosti a člen rady Sovětského kulturního fondu.
V 90. letech řídil pedagogickou činnost na Institutu pro další vzdělávání pracovníků televizního a rozhlasového vysílání. Od roku 1999 vyučuje na Vyšší divadelní škole M. S. Šepkina v Malém divadle. Od roku 2004 je předním vědeckým pracovníkem v odboru kritiky ve Výzkumném ústavu teorie a dějin výtvarného umění Ruské akademie umění. Od roku 2012 působí jako viceprezident Ruské akademie umění .
Je autorem více než 30 dokumentů o umělcích, zejména o Jevgeniji Mravinském, Svjatoslavu Richterovi, Dmitriji Šostakovičovi a Marku Rejzenovi.